# Zlatko Kvaček
Zlatko Kvaček (ur. 28 lipca 1937 w Pradze, zm. 25 października 2020) – czeski paleobotanik, specjalizujący się w badaniach flor trzeciorzędowych.

## Elementy biografii
W 1966 otrzymał stopień naukowy kandydata nauk (odpowiednik doktora) na podstawie rozprawy przygotowanej pod kierunkiem Františka Němejca. W 1973 został kierownikiem oddziału paleontologii w Instytucie Geologicznym Czeskiej Akademii Nauk. W latach 1991–2003 pracował na Uniwersytecie Karola w Pradze (w tym w latach 1998–2003 jako profesor), a do 2018 zajmował tam stanowisko professor emeritus. Zmarł na COVID-19.
Jego synem jest paleobotanik Jiří Kvaček.

## Osiągnięcia naukowe

### Znaczenie w historii nauki
Zlatko Kvaček rozwinął i konsekwentnie stosował metodę analizy kutykularnej, dzięki czemu przeprowadził rewizję taksonomiczną wielu paleogeńskich i neogeńskich rodzin okrytozalążkowych Europy środkowej, na przykład bukowatych i wrzosowatych. W jego dorobku znajdują się również monografie flor  kopalnych z poszczególnych stanowisk. Opisał (często we współautorstwie) liczne nowe taksony, na przykład rodzaje Trigonobalanopsis Kvaček & Walther, Eotrigonobalanus Walther & Kvaček i Eotrochion Manchester, K & Judd, podrodzaj Platanus subg. Glandulosa Kvaček, Machester & Shuang X.Guo oraz gatunki, m.in. Rubus vrsovicensis Kvaček & Hurník i Polystichum pacltovae Kvaček in Kvaček & Teodoridis. Oficjalny skrót jego nazwiska używany w taksonomii botanicznej to Kvaček.

### Wybrane publikacje
Zlatko Kvaček opublikował samodzielnie lub we współautorstwie kilkaset prac naukowych i popularnonaukowych.
- Review of Buxus fossils and a new large-leaved species from the Miocene of central Europe (Kvaček, Bůžek & Holý, 1982)[16]
- Cuticular studies in angiosperms of the Bohemian Cenomanian (1983)[17]
- Revision der mitteleuropäischen tertiären Fagaceen nach blattepidermalen Charakteristiken:
  - I. Teil — Lithocarpus Blume (Kvaček & Walther, 1987)[18]
  - II. Teil — Castanopsis (D. Don) Spach, Trigonobalanus Forman, Trigonobalanopsis Kvaček & Walther (Kvaček & Walther, 1988)[4]
  - III. Teil — Dryophyllum Debey ex Saporta und Eotrigonobalanus Walther & Kvaček gen. nov. (Kvaček & Walther, 1989)[5]
  - IV. Teil — Fagus Linné (Kvaček & Walther, 1991)[19]
- Trifoliolate leaves of Platanus bella (...) and their relationship among extinct and extant Platanaceae (Kvaček, Manchester & Guo, 2001)[8]
- Die Gattung Ilex L. (Aquifoliaceae) im Paläogen von Mitteleuropa (Walther & Kvaček, 2008)[20]
- The Pliocene flora of Frankfurt am Main, Germany (Kvaček, Teodoridis & Denk, 2020)[21]
- Morphology, anatomy, phylogenetics and distribution of fossil and extant Trochodendraceae in the Northern Hemisphere (Manchester, Kvaček & Judd, 2021)[6]

## Upamiętnienie
Na jego cześć nazwano liczne gatunki roślin kopalnych, m.in. Trapa kvacekii Wójcicki & D.Velitzelos, Concavistylon kvacekii Manchester, Pigg & DeVore, Paradiospyroxylon kvacekii Koutecký & Sakala in Koutecký, Sakala & Chytrý i Leguminophyllum kvacekii G. Worobiec, a ponadto gatunek oligoceńskiej ważki Oligaeschna kvaceki Prokop & Nel in Prokop et al., 2007.